# بيتار راتكوف
بيتار راتكوف (بالصربية: Петар Ратков) هو لاعب كرة قدم صربي ولد بتاريخ 18 أغسطس 2003.

## مسيرته
بدأ مسيرته في نادي باتشكا توبولا الصربي وإنتقل بعدها إلى ريد بل سالزبورغ النمساوي.

## وصلات
بيتار راتكوف على موقع الاتحاد الأوربي (الإنجليزية)
- بيتار راتكوف على موقع قاعدة بيانات كرة القدم.إي يو (الإنجليزية)
- بيتار راتكوف على موقع بيانات كرة القدم. دي إي (الألمانية)
- بيتار راتكوف على موقع ناشيونال فوتبول تيمز (الإنجليزية)
- بيتار راتكوف على موقع Soccerbase.com (لاعب) (الإنجليزية)
- بيتار راتكوف على موقع Soccerway.com (الإنجليزية)
- بيتار راتكوف على موقع عالم كرة القدم.نت (الإنجليزية)